# Halsband-Nachtschwalbe
Die Halsband-Nachtschwalbe (Gactornis enarratus, Syn.: Caprimulgus enarratus) ist ein Vogel in der Familie der Nachtschwalben (Caprimulgidae).
Das Artepitheton kommt von lateinisch enarrare ‚erläutern, erklären‘.

## Merkmale
Die Halsband-Nachtschwalbe ist ein auffällig gezeichneter Vogel mit eulenartigem Gesicht, etwa 24 cm groß und 54 g schwer. Beide Geschlechter unterscheiden sich nicht. Die Unterseite ist grau-braun mit braun-schwarzen Flecken, kein Weiß auf den Flügeln, mit rostbraunem Kragen und großen dunklen Punkte auf dem Scheitel.

## Verhalten
Der Vogel schläft tagsüber auf dem Erdboden, gerne paarweise. Er ernährt sich hauptsächlich von Insekten. Die Brutzeit dauert von September bis Dezember mit Gelegen auf Farnen oder niedrigen Büschen, oft am Rand von Lichtungen oder Waldwegen.

## Verbreitung und Lebensraum
Die Halsband-Nachtschwalbe gehört zur monotypischen Gattung Gactornis und
ist im Norden und Osten Madagaskars endemisch. Sie ist im tropischen Regenwald niederer und mittlerer Höhenlagen sowie weit im Norden im Trockenwald anzutreffen.

## Gefährdungssituation
Der Bestand gilt als „nicht gefährdet“ (least concern).